# Петровский сельский совет (Крым)
Петровский сельский совет (укр. Петрівська сільська рада, крымскотат. Petrovka köy şurası) — согласно законодательству Украины — административно-территориальная единица в Красногвардейском районе Автономной Республики Крым, расположенная в северо-западной части района в степной зоне полуострова. Население по переписи 2001 года — 11958 человек.
К 2014 году состоял из 8 сёл:

| - Ближнее - Известковое - Красная Поляна - Кремневка | - Миролюбовка - Новоэстония - Петровка - Пушкино |

## История
Время образования Петровского сельсовета пока точно не установлено, видимо, это произошло в 1950-е годы, поскольку на 15 июня 1960 года он уже существовали в его составе числились следующие населённые пункты:

| - Анастасьево - Беседино - Ближнее - Бутовка - Известковое - Карповка | - Карьерное - Красная Поляна - Красный Строитель - Кремневка - Миролюбовка | - Новоэстония - Петровка - Пушкино - Разино - Ястребовка |

К 1 января 1968 года ликвидированы Анастасьево, Бутовка и Красный Строитель; Карповка, Разино и Ястребовка переданы в Александровский сельский совет, к 1977 году упразднены Беседино и Карьерное и совет обрёл современный состав. С 12 февраля 1991 года сельсовет в восстановленной Крымской АССР, 26 февраля 1992 года переименованной в Автономную Республику Крым. С 21 марта 2014 года в составе Крыма аннексирован Россией. Законом «Об установлении границ муниципальных образований и статусе муниципальных образований в Республике Крым» от 4 июня 2014 года территория административной единицы была объявлена муниципальным образованием со статусом сельского поселения.